# 韦利奇科维奇
韦利奇科维奇是塞尔维亚姓氏，源自人名韦利奇科。著名人物包括：
- 博巴娜·韦利奇科维奇，塞尔维亚射击运动员
- 诺维察·韦利奇科维奇，塞尔维亚篮球运动员

|  | 本页或本分段罗列了姓氏为「韦利奇科维奇」的人物。 如果是一个指代特定个人的内链将您引导到本页，請考慮修正該人物的名字以將链接指向正確的條目。 |